# Hundested
Hundested était une municipalité du département de Frederiksborg, au nord est de l'île de Sjælland au Danemark. Aujourd'hui elle est partie de la commune de Halsnæs dans la région Hovedstaden.

## Personnalités liées à la commune
- Morten Nordstrand (1983-), footballeur né à Hundested.